# Уша 2
Уша 2 (біл. вёска Уша 2) — село в складі Молодечненського району Мінської області, Білорусь. Село підпорядковане Олехновицькій сільській раді, розташоване в західній частині області.